# Ichthyodes ochreoguttata
Ichthyodes ochreoguttata là một loài bọ cánh cứng trong họ Cerambycidae.